# Blake Richards
Blake Richards (* 8. November 1974 in Olds, Alberta, Kanada) ist ein kanadischer Politiker. Er ist seit 2008 Abgeordneter im kanadischen House of Commons und ist Mitglied der Conservative Party.
Richards wurde in Olds in Alberta geboren. Er besuchte das Red Deer College in Calgary und die University of Calgary, wo er einen Abschluss in Politologie erreichte. Richards arbeitete in der Ölindustrie und in der Landwirtschaft, bevor er sich der Immobilienwirtschaft zuwendete.
2008 wurde er erstmals in das House of Commons gewählt. Bei den Wahlen in den Jahren 2011, 2015 und 2019 verteidigte er sein Mandat.